# Gyliano van Velzen

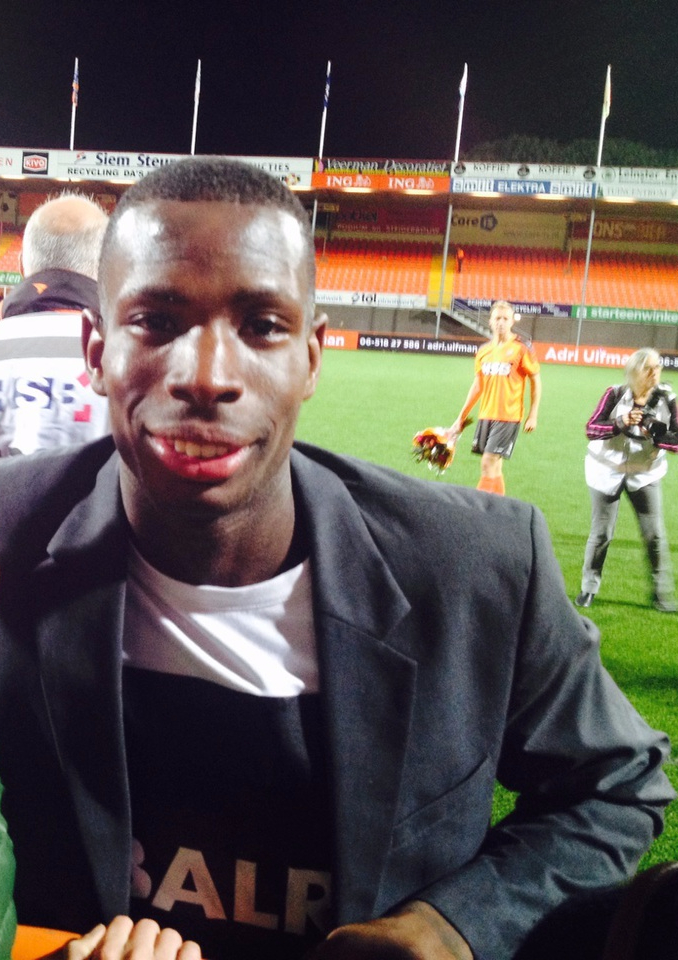
Gyliano van Velzen (2015)

Gyliano van Velzen (* 14. dubna 1994, Amsterdam, Nizozemsko) je nizozemský fotbalový útočník a mládežnický reprezentant, který v současnosti působí v klubu FC Volendam.

## Klubová kariéra
- AFC Ajax (mládež)
- Manchester United FC (mládež)
- →  Royal Antwerp FC (hostování) 2012–2013
- FC Utrecht 2013–2015
- FC Volendam 2015–

## Reprezentační kariéra
Gyliano van Velzen nastupoval za nizozemské mládežnické výběry, mj. U20 a U21.